# Dietger Hahn
Dietger Hahn (* 4. April 1935 in Berlin; † 13. November 2017) war ein deutscher Wirtschaftswissenschaftler und Hochschullehrer.

## Leben
Dietger Hahn studierte Wirtschaftsingenieurwesen an der TU Berlin, legte dort 1959 sein Examen als Diplom-Wirtschaftsingenieur ab und war von 1959 bis 1963 wissenschaftlicher Mitarbeiter am Lehrstuhl für Allgemeine Betriebswirtschaftslehre und Betriebswirtschaftslehre der Industrie. 1962 wurde er bei Konrad Mellerowicz zum Dr. rer. pol. promoviert. 1965 graduierte er in Eisenhüttenkunde zum Dr.-Ing. Danach war er bis 1967 Vorstandsassistent und Prokurist des Thyssen-Konzerns. Parallel dazu habilitierte er sich an der TU Berlin.
Im Jahr 1968 erhielt er einen Ruf an die Justus-Liebig-Universität in Gießen als ordentlicher Professor für Betriebswirtschaftslehre. 1969 erhielt er den Lehrstuhl Industriebetriebslehre und Unternehmensplanung, den er später in Industrielles Management und Controlling ausbaute.  1975 wurde aufgrund seiner Initiative das „Institut für Unternehmungsplanung – IUP Gießen/Berlin“ gegründet, in dem er bis zu seiner Emeritierung als Vorsitzender der wissenschaftlichen Leitung tätig war. Er erhielt Rufe an die RWTH Aachen, Universität Kiel und auch an seine Heimatuniversität die TU Berlin. In letzterer war er ab 1989 bis 2001 als Honorarprofessor tätig. Im März 2002 emeritierte er.

## Wirken
Seine Forschungs- und Lehrschwerpunkte bildeten die Gebiete Industriebetriebslehre, Strategisches Management, Unternehmungsplanung und Controlling sowie Produktionsmanagement. Durch Integration von Entscheidungstheorie (Heinen) und Systemtheorie (Ulrich) ist es Hahn gelungen, eine geschlossene theoretische Grundlage für Planung und Planungssysteme zu geben.
Dietger Hahn veröffentlichte als Autor und Herausgeber mehrere Bücher und über hundert Artikel und Handbuchbeiträge. Sein wohl wichtigstes Werk ist „PuK – Controllingkonzepte“, das in verschiedene Sprachen übersetzt wurde und ein Standardwerk des Controllings darstellt. Bereits in der ersten Auflage des „PuK“ (1974) wurde das Konzept mit der Darstellung von entsprechenden Planungssystemen in der Praxis durch Führungskräfte verschiedener Unternehmungen/Konzerne (VW, Rasselstein, Henkel, SEL, später Daimler, Haniel und Siemens) verbunden.
Sechs seiner ehemaligen Mitarbeiter und eine ehemalige Mitarbeiterin haben heute (2008) eine eigene Professur an einer Hochschule bzw. Universität inne.
Dietger Hahn war Vorstandsmitglied im Verband Deutscher Wirtschaftsingenieure e. V., Berlin, in der Gesellschaft von Freunden der Technischen Universität Berlin e. V., in der Gießener Hochschulgesellschaft e. V. und in der Schmalenbach-Gesellschaft für Betriebswirtschaft e. V., Berlin/Köln – hier auch als wissenschaftlicher Leiter der Arbeitskreise „Integrierte Unternehmungsplanung“ und „Führungsorganisation“. Seit Gründung war er Mitglied der Deutschen Akademie der Technikwissenschaften (acatech) München.
Hahn war einige Jahre in Aufsichtsräten/Beiräten und als Berater diverser Industrie- und Dienstleistungsunternehmungen tätig. Zuletzt gehörte er noch dem Aufsichtsrat der Industrieunternehmung Zwiesel Kristallglas AG und dem Beirat einer Dienstleistungsunternehmung sowie Beiräten von Förderinstitutionen an.

## Veröffentlichungen (Auswahl)
- PuK: Planung und Kontrolle, Planungs- und Kontrollsysteme, Planungs- und Kontrollrechnung. Controllingkonzepte (Unternehmungsbeispiele von, Henkel KGaA, Düsseldorf, Daimler-Benz AG, Stuttgart, Siemens AG, München, Preussag AG). Gabler, Wiesbaden 1985, ISBN 978-3-409-26113-5.
  - 6. Auflage: mit Harald Hungenberg: PuK: Planung und Kontrolle, Planungs- und Kontrollsysteme, Planungs- und Kontrollrechnung. Wertorientierte Controllingkonzepte. Unternehmungsbeispiele von Daimler-Chrysler AG, Stuttgart, Siemens AG, München, Franz Haniel & Cie. GmbH, Duisburg. Wiesbaden 2001, ISBN 3-409-62601-8.
- Handbuch Industrielles Beschaffungsmanagement. Hahn/Kaufmann, Lutz, Wiesbaden 2002, ISBN 3-409-22253-7
- Produktionswirtschaft. Hahn/Laßmann, Gert, Heidelberg 1999.
- ala Hrsg.: Strategische Unternehmungsplanung – Strategische Unternehmungsführung. 1984; Neuauflage 1999, ISBN 3-7908-1155-6.

## Ehrungen und Auszeichnungen
- Ehrendoktorwürde der Universität Łódź (1992)
- Ehrendoktorwürde eines Dr. Ing. E. h. der TU Berlin (2002)
- Dr. Kausch-Preis der Universität St. Gallen für seine Verdienste um die Weiterentwicklung der rechnungswesen-gestützten Planungs- und Kontrollsysteme von Unternehmen (2009)